# Óriás pókszázlábú
Az óriás pókszázlábú (Thereuopoda longicornis) a trópusi soklábúak egyik faja a pókszázlábúak (Scutigeridae) családból. Mediterrán rokonától, a légyölő pókszázlábútól egy nagyságrenddel nagyobb, 15–25 centiméteres testhosszt, és akár 30 centiméteres lábterpesztávolságot is elérhet. Délkelet-Ázsia trópusi esőerdőiben és Japánban gyakori. Élőhelye nagyobb részt a párás, nyirkos területeken van (például barlangok, rothadó avar, nagyobb kövek alatt), mivel könnyen kiszárad. Aktív ragadozó, minden állatot elfogyaszt, amelyet képes megmérgezni erős mérgével. A méreganyag a többi százlábúféléhez hasonlóan gyulladást, szövetelhalást és a nyirokmirigyek duzzanatát okozhatja.